# John Mahoney
John Mahoney (Blackpool, 20 juni 1940 – Chicago, 4 februari 2018) was een Amerikaans acteur van Engelse afkomst, vooral bekend door zijn rol van Martin Crane in Frasier.

## Loopbaan
Mahoney werd gedurende de Slag om Engeland geboren in Blackpool, waarheen zijn familie uitgeweken was, nadat hun woonplaats Manchester met bommen was bestookt. Ze keerden later terug naar Manchester. Mahoney was de zevende van acht kinderen. In zijn tienerjaren was hij lid van het Stretford Civic Theatre in Greater Manchester.
Tijdens een bezoek aan zijn oudere zus (een oorlogsbruid), die in de Verenigde Staten woonde, besloot de jonge Mahoney te emigreren. Zijn zus betaalde de overtocht. Hij werd uiteindelijk Amerikaans staatsburger door in het Amerikaanse leger te dienen. Tijdens zijn diensttijd verloor Mahoney zijn Britse accent.
Mahoney studeerde Engels aan de universiteit van Quincy (Illinois). Hij was docent aan de universiteit van Macomb en daarna redacteur van een medisch tijdschrift. Hoewel hij al vroeg geïnteresseerd was in acteren, begon hij dit pas te doen toen hij al bijna 40 jaar oud was. Hij nam acteerlessen bij het St. Nicholas Theater. Acteur John Malkovich, een van de oprichters van het Steppenwolf Theatre in Chicago, moedigde Mahoney aan zich bij het befaamde theater aan te sluiten. In 1986 won Mahoney een Tony-Award voor zijn rol van 'Artie' in het stuk The House of Blue Leaves van John Guare, waarvan in 1987 een televisiefilm verscheen met Mahoney in dezelfde rol.
Zijn speelfilmdebuut maakte Mahoney in 1982, maar hij is het bekendst geworden door zijn rol als de vader van Frasier, in de gelijknamige sitcom die begonnen is als spin-off van Cheers. Mahoney speelde ooit een gastrol in Cheers als een pianist, die ingehuurd was om een jingle voor de bar te verzinnen.
Na het einde van Frasier in 2004 besloot hij zich weer aan het theater te wijden, waar volgens zijn eigen zeggen zijn hart ligt. Bovendien had hij genoeg geld verdiend met zijn werk voor Frasier. In 2007 was hij te zien in de heropvoering van het stuk Prelude to a Kiss van Graig Lucas.
Mahoney overleed in 2018 op 77-jarige leeftijd.

## Filmografie
- Mission Hill (1982) - Rol onbekend
- Will: The Autobiography of G. Gordon Liddy (televisiefilm, 1982) - Rol onbekend
- Chicago Story (televisieserie) - Lt. Roselli (afl. onbekend, 1982)
- Through Naked Eyes (televisiefilm, 1983) - Politiekapitein
- First Steps (televisiefilm, 1985) - '60 Minutes' Producer
- Lady Blue (televisiefilm, 1985) - Kapitein Flynn
- Code of Silence (1985) - Afgevaardigde
- Trapped in Silence (televisiefilm, 1986) - Dokter Winslow
- The Manhattan Project (1986) - Lt. Kolonel Conroy
- Streets of Gold (1986) - Linnehan
- The Christmas Gift (televisiefilm, 1986) - Bob (niet op aftiteling)
- Tin Men (1987) - Moe Adams
- The House of Blue Leaves (televisiefilm, 1987) - Artie Shaughnessy
- Suspect (1987) - Rechter Matthew Bishop Helms
- Moonstruck (1987) - Perry
- Frantic (1988) - Medewerker Amerikaanse ambassade
- The Hustler of Money (televisiefilm, 1988) - Eddie
- Betrayed (1988) - Shorty
- Eight Men Out (1988) - William 'Kid' Gleason
- Favorite Son (mini-serie, 1988) - Lou Brenner
- Say Anything... (1989) - James Court
- Dinner at Eight (televisiefilm) (1989) - Oliver Jordan
- The Image (televisiefilm, 1990) -
- H.E.L.P. (televisieserie) - Chef Patrick Meacham (afl. onbekend, 1990)
- The Russia House (1990) - Brady
- Unnatural Pursuits (1991) - Rol onbekend
- Love Hurts (1991) - Boomer
- The 10 Million Dollar Getaway (televisiefilm, 1991) - Jimmy Burke
- Barton Fink (1991) - W.P. Mayhew
- Article 99 (1992) - Dr. Henry Dreyfoos
- The Human Factor (televisieserie) - Dr. Alec McMurtry (afl. onbekend, 1992)
- The Secret Passion of Robert Clayton (televisiefilm, 1992) - Robert Clayton, Sr.
- The Water Engine (televisiefilm, 1992) - Mason Gross
- Cheers (televisieserie) - Sy Flembeck (afl. Do Not Forsake Me, O' My Postman, 1992)
- In the Line of Fire (1993) - Directeur Geheime Dienst Sam Campagna
- Striking Distance (1993) - Lt. Vince Hardy
- Reality Bites (1994) - Grant Gubler
- The Hudsucker Proxy (1994) - Argus Chef-Editor
- The American President (1995) - Leo Solomon
- Mariette in Ecstasy (1996) - Dr. Claude Baptiste
- 3rd Rock from the Sun (televisieserie) - Dr. Leonard Hamlin (afl. Body & Soul & Dick, 1996)
- Primal Fear (1996) - John Shaughnessy
- She's the One (1996) - Mr. Fitzpatrick
- Tracey Takes On... (televisieserie) - Jeffrey Ayliss (afl. Childhood, 1997)
- Nothing Sacred (televisieserie) - Mr. Reyneaux (afl. The Coldest Night of the Year, 1998)
- Antz (1998) - Grebs/dronken scout/overige stemmen (stem)
- The Iron Giant (1999) - Generaal Rogard (stem)
- The Broken Hearts Club: A Romantic Comedy (2000) - Jack
- Becker (televisieserie) - Vader Joe D'Andrea (afl. Crosstalk, 2000)
- Teacher's Pet (televisieserie) - Tim Tim Tim (afl. A Dog for All Seasons, 2000, stem)
- Almost Salinas (2001) - Max Harris
- Atlantis: The Lost Empire (2001) - Preston B. Whitmore (stem)
- Atlantis: The Lost Empire (computerspel, 2001) - Preston Whitmore (stem)
- Atlantis: Milo's Return (dvd, 2003) - Whitmore (stem)
- Gary the Rat (televisieserie) - Steele (afl. Strange Bedfellows, 2003, stem)
- Frasier (televisieserie) - Martin Crane (263 afl., 1993-2004)
- Fathers and Sons (televisiefilm, 2005) - Gene
- The Emperor's New Groove 2: Kronk's New Groove (dvd, 2005) - Papi (stem)
- ER (televisieserie) - Bennett Cray (afl. Somebody to Love, 2006)
- Dan in Real Life (2007) - Poppy Burns
- Foyle's War (televisieserie) - Andrew Del Mar (afl. High Castle, 2015)

- Bibliothèque nationale de France: cb140498180 (data)
- Catàleg d'autoritats de noms i títols de Catalunya: 981058528486706706
- Gemeinsame Normdatei: 1151953946
- International Standard Name Identifier: 0000 0001 1451 4369
- Library of Congress Control Number: no96017220
- Nationale Bibliotheek van Tsjechië: xx0097505
- Nationale Bibliotheek van Israël: 987007432027005171
- Nationale Bibliotheek van Polen: a0000001617821
- Istituto Centrale per il Catalogo Unico: SBNV053830
- Système universitaire de documentation: 130431583
- Virtual International Authority File: 89819722
- WorldCat: E39PBJmXHV7DqfqWcYPMhbQDv3